# Sant Fruitós de Brangolí
Sant Fruitós de Brangolí és l'església, antigament parroquial, del poble de Brangolí, pertanyent a la comuna cerdana d'Enveig, a la Catalunya del Nord.
Està situada al nord-oest del petit nucli de Brangolí, al costat del cementiri local. La seva parròquia havia inclòs, a més de Brangolí, els vilatges de Bena i Feners.